# Scaptia neotricolor
Scaptia neotricolor är en tvåvingeart som först beskrevs av Taylor 1918.  Scaptia neotricolor ingår i släktet Scaptia och familjen bromsar. Inga underarter finns listade i Catalogue of Life.